# Type 11 (mitragliatrice leggera)
La Type 11 fu una mitragliatrice leggera (in giapponese Juichi-nen-shiki keikikanjū) concepita e costruita dall'Impero giapponese nel corso dei primi anni venti per dotare il proprio esercito di un'arma di squadra leggera, maneggevole ed efficace: proprio per garantire l'affidabilità l'arma venne camerata per la cartuccia calibro 6,5 × 50 mm Arisaka, la stessa del fucile d'ordinanza Type 38, e fornita di un peculiare sistema di caricamento a raccoglitore. Obsoleta per gli anni trenta, continuò ciononostante a essere utilizzata attivamente in battaglia anche dopo lo scoppio della guerra nell'Oceano Pacifico e venne dismessa solo con il termine del conflitto, nel settembre 1945.

## Storia

### Sviluppo
Le esperienze maturate nel corso della guerra russo-giapponese al principio del XX secolo avevano indotto l'esercito imperiale a richiedere delle mitragliatrici adatte a fornire un adeguato fuoco di copertura per sostenere le avanzate della fanteria in campo aperto: circa dieci anni più tardi, dopo sperimentazioni varie e importazioni di alcuni modelli occidentali, nel 1914 venne immessa in servizio la mitragliatrice pesante Type 3 fortemente ispirata alla Hotchkiss Mle 1914 francese. Le innovazioni nella dottrina militare indotte dalla prima guerra mondiale, però, evidenziarono come piccoli reparti di fanteria abbisognassero di armi automatiche portatili di pronto impiego e, soprattutto, di peso contenuto. I vertici dell'esercito nipponico, che avevano studiato le battaglie svoltesi in Europa, ordinarono poco dopo la fine del conflitto una mitragliatrice leggera. L'ufficiale e progettista Kijirō Nambu concretizzò tale necessità prendendo spunto dalla Type 3, eliminando gli ingombranti treppiedi e implementando come sistema di caricamento, al posto delle piastrine rigide, un raccoglitore amovibile sul lato sinistro: la munizione camerata era la 6,5 × 50 mm Arisaka già utilizzata sui fucili standard dell'esercito Type 38, così da facilitare la logistica e anche la reperibilità. La mitragliatrice venne accettata e immatricolata nel 1922 come "Type 11", perché all'epoca gli equipaggiamenti venivano designati con il corrente anno di regno di un sovrano: in tal caso, il 1922 era l'undicesimo dell'imperatore Yoshihito.

### Produzione
La fabbricazione in massa della Type 11 fu demandata agli arsenali di Nagoya e Kokura, oltre che alla ditta Hitachi: complessivamente i tre stabilimenti produssero circa 29 000 esemplari tra il 1923 e il 1941.

### Impiego operativo
In azione la Type 11 si dimostrò un'arma affidabile, precisa e di manutenzione tutto sommato facile: il vero problema era la frequenza richiesta alla pulizia delle parti meccaniche, in specie del raccoglitore che per sua natura accumulava polveri e detriti; anche l'oliatore installato all'ingresso della camera di scoppio, rivolto a facilitare entrata ed espulsione delle munizioni, attirava sporcizia che, mischiandosi al liquido viscoso, provocava inceppamenti ripetuti dell'arma. La Type 11 diveniva quindi assai problematica se non veniva sottoposta a periodiche pulizie ravvicinate nel tempo. Essa fu, comunque, la principale arma automatica di squadra durante le operazioni militari giapponesi a partire dalla metà degli anni venti, seguite dall'occupazione della Manciuria e nel corso della prima fase della seconda guerra sino-giapponese. Verso la fine degli anni trenta la Type 11 venne affiancata da altre mitragliatrici leggere costruite secondo criteri più moderni, ma fu mantenuta in servizio sia per il gran numero prodotto, sia per le modeste potenzialità dell'industria nipponica, che soprattutto dopo l'entrata in guerra nel 1941 non riuscì mai a soddisfare le commesse belliche. La Type 11 venne così utilizzata in prima linea fino al termine della seconda guerra mondiale nel settembre 1945, guadagnandosi dopo le prime battaglie il soprannome "Nambu" da parte delle truppe alleate.

## Caratteristiche

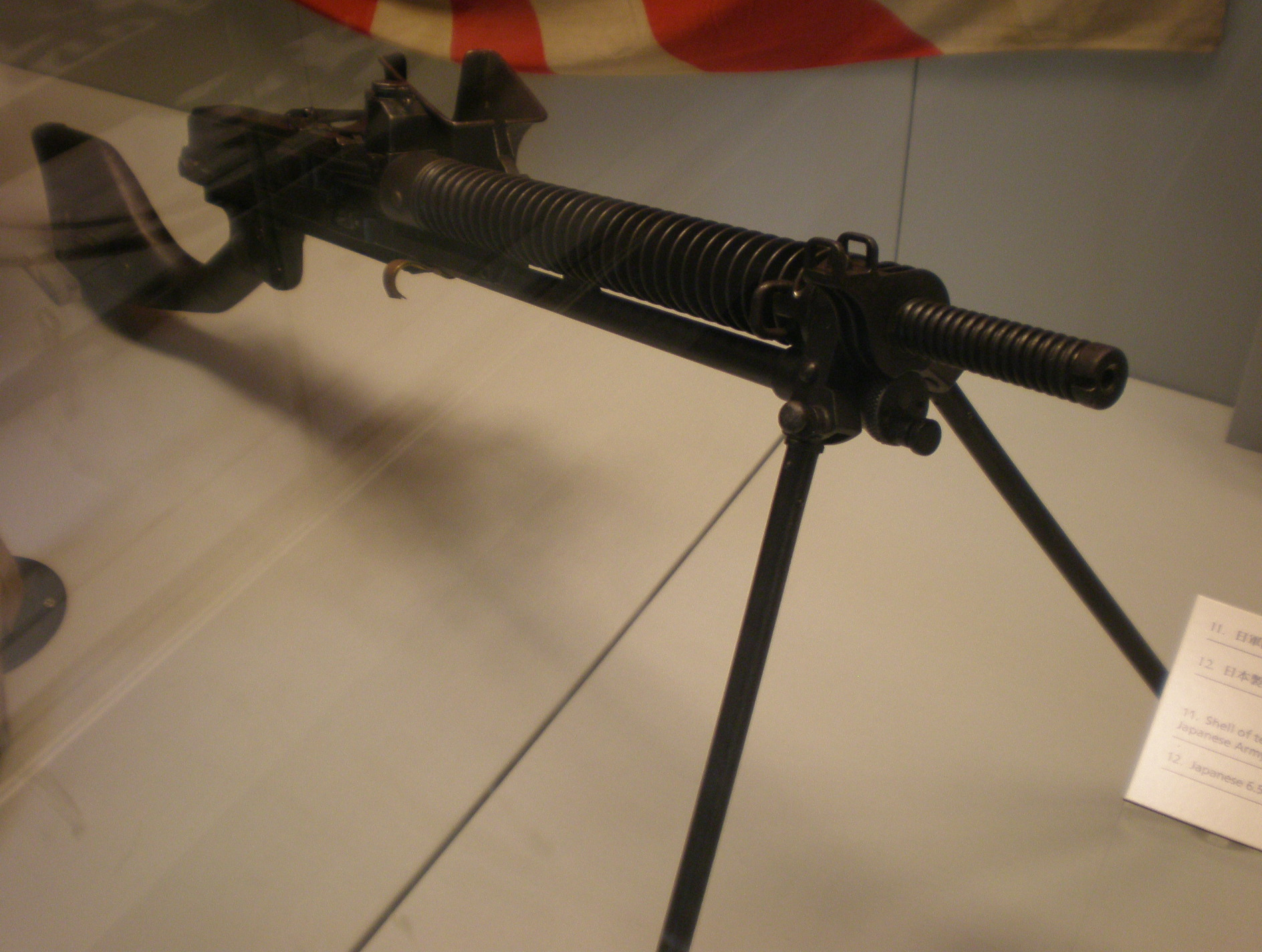
Una Type 11 esposta al Museo della Difesa Costiera a Hong Kong: è ben visibile il grande raccoglitore

La mitragliatrice Type 11 era lunga 1100 mm e pesava 10,2 chilogrammi in ordine di combattimento; la canna misurava da sola 443 mm. L'intera volata era dotata di una serie di anelli volti a garantire il raffreddamento ad aria, e tutta la restante porzione di canna era saldamente racchiusa in una guaina tubolare con ulteriori anelli di raffreddamento; tale guaina era avvitata alla faccia anteriore del castello, configurazione che rendeva necessario smontare l'intera arma se si voleva rimuovere la canna per la pulizia. Sotto la canna correva un lungo cilindro cavo fissato alla guaina, che conteneva un pistone a lunga corsa mosso dal recupero dei gas dello sparo; al blocco anteriore di tale pistone era stato aggiunto un regolatore per calibrare la pressione del gas. Sempre alla guaina, infine, veniva assicurato un bipiede ripiegabile per garantire la stabilità durante le operazioni di fuoco.
Il castello presentava lo stesso sistema di chiusura dell'otturatore adoperato sulla mitragliatrice Type 3: consisteva di un blocco a scorrimento verticale che veniva sollecitato da camme ricavate sia nella barra operatrice, sia nella parte posteriore del blocco stesso. L'innesto nel castello delle alette di bloccaggio laterali avveniva abbassando il blocco otturatore, lo sblocco quando il pezzo veniva sollevato. Sotto la parte terminale del castello sporgeva il grilletto, nella stessa porzione si trovavano il dente d'arresto del cane e la sicura manuale, che ruotata verso il basso fino a una posizione verticale impediva spari accidentali. L'impugnatura a pistola del grilletto si estendeva verso l'esterno formando un tozzo corpo tubolare dove veniva fissato un calcio in legno, particolarmente ampio e angolato verso destra, visto che il sistema di puntamento era stato disassato su questo lato causa il raccoglitore: si componeva di una lama anteriore e di una mira posteriore aperta, sagomata a "V" e scorrente su un alzo graduato da 300 a 1.500 metri. Non era stato integrato nessun tipo di compensazione contro le deviazioni indotte dal vento sul proiettile sparato.

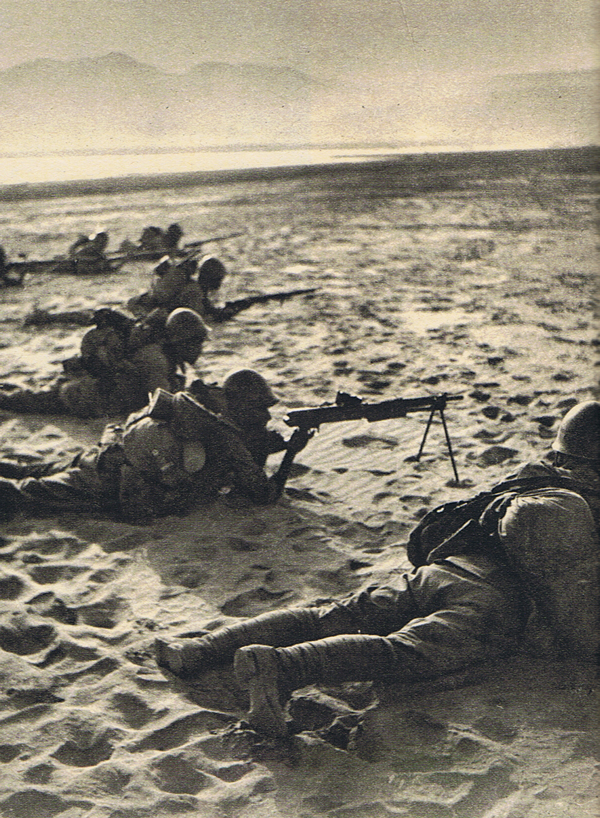
Truppe giapponesi del 18º Reggimento attendono di attraversare il fiume Han nel maggio 1940: in primo piano una Type 11 pronta ad appoggiare l'attacco

L'arma si basava su uno dei metodi più peculiari di caricamento: un raccoglitore. Esso, sistemato sulla sinistra dell'arma (rendendola un poco sbilanciata), era fornito di un coperchietto apribile verso l'alto e avanti, e poteva essere smontato per manutenzione o pulizia. All'interno venivano impilate fino a sei stripper clip con cinque cartucce da 6,5 × 50 mm cadauna (il calibro del fucile da fanteria Type 38); queste erano premute verso il basso dal coperchio una volta chiuso. Sul fondo del raccoglitore si trovava una cremagliera dentata messa in funzione, non appena veniva premuto il grilletto, da una camma intagliata nella barra operatrice: la cremagliera si muoveva lateralmente da sinistra a destra, agganciando la prima cartuccia a destra e inserendola nel castello. Subito prima di arrivare nella camera di scoppio, la munizione faceva scattare la valvola di un oliatore integrale all'arma e veniva spruzzata con una piccola quantità di lubrificante: infatti la Type 11 difettava dell'estrazione primaria del bossolo. La cremagliera continuava ad agganciare le cartucce secondo l'ordine da destra a sinistra, fino a quando la clip senza più cartucce cadeva per gravità attraverso un'apertura nel fondo posteriore del raccoglitore e la clip successiva (premuta dal coperchietto tenuto in tensione da una molla) prendeva il suo posto. Il raccoglitore era rifornibile in ogni momento e quasi sempre tale compito era demandato a un addetto, permettendo all'operatore di concentrarsi sul tiro.
Il ciclo di fuoco iniziava con l'otturatore aperto. La munizione, oliata e camerata, veniva colpita dal percussore e partiva il proiettile, mentre il bossolo era espulso sul lato destro del castello; parte dei gas dovuti alla detonazione della carica di lancio entravano nel cilindro sottostante la canna dal suo blocco anteriore e spingevano indietro il pistone, che era collegato alla barra operatrice. Questa rimetteva in posizione i meccanismi nel castello e poteva ricominciare il processo: era possibile sparare soltanto in automatico e la cadenza di tiro ufficiale di 500 colpi al minuto si rivelò più teorica che effettiva a causa del sistema di caricamento; all'atto pratico dunque il rateo di fuoco arrivava a circa 120 colpi al minuto. La velocità iniziale dei proiettili era di 730 m/s. Era stato però notato che le cartucce da 6,5 mm standard generavano un notevole lampo all'attimo dello sparo a causa della quantità di propellente, esercitando oltretutto sollecitazioni meccaniche eccessive per l'arma; vennero così prodotte specifiche munizioni da 6,5 mm con carica di lancio ridotta, che risolsero l'inconveniente ma complicarono il rifornimento. Tale tipo di cartuccia era denominata gensō (appunto "ridotta" in giapponese) ma era sempre fornita in clip da cinque, contenute in numero di dodici in una cassetta di acciaio temprato.
A differenza di numerose altre armi giapponesi, la Type 11 non venne mai dotata di una baionetta. Spiccava inoltre nella sua categoria perché era possibile utilizzarla da un treppiede, sebbene ciò sia raramente avvenuto visto che la Type 11 non riusciva a fornire un fuoco di supporto sostenuto.

## Versioni

### Type 91
Nel 1931 la Type 11 venne adattata come mitragliatrice da carro armato e denominata Type 91 dalle ultime due cifre del corrispondente anno imperiale, il 2591. In questa configurazione l'arma era priva del bipiede ed era stata equipaggiata con un mirino telescopico da 1,5 ingrandimenti; inoltre il raccoglitore venne sostituito con un modello più capiente che poteva contenere fino a nove clip da fucile, per un totale di 45 cartucce. Da notare che la Type 91 riteneva l'attacco per il bipiede, quindi era utilizzabile nel ruolo originario anche se rimossa da un mezzo blindato. Tra il 1932 e il 1936 l'Arsenale di Nagoya consegnò 2 043 esemplari della mitragliatrice.

### Derivati
I frequenti inceppamenti dovuti all'oliatore e all'ampia finestra del raccoglitore fecero sì che all'inizio degli anni trenta l'esercito imperiale bandisse un nuovo concorso per lo sviluppo di una più affidabile mitragliatrice leggera. Nel 1936 vinse il progetto presentato da Kijirō Nambu, fortemente ispirato alla pari classe ceca ZB vz. 26 per la meccanica e l'aspetto; riteneva invece la canna con la serie di anelli da raffreddamento tipica della Type 11 e il calibro in 6,5 mm: denominata come Type 96, avrebbe dovuto rimpiazzare del tutto la precedente mitragliatrice ma carenze produttive e necessità di armi automatiche non permisero di rispettare questo piano.